# Festival Blues Passions de Cognac
 (février 2021).
Si vous disposez d'ouvrages ou d'articles de référence ou si vous connaissez des sites web de qualité traitant du thème abordé ici, merci de compléter l'article en donnant les références utiles à sa vérifiabilité et en les liant à la section « Notes et références ».
Le Festival Blues Passions de Cognac est un festival de musique spécialisé dans les musiques afro-américaines créé en 1994. Il a lieu tous les ans début juillet dans la ville de Cognac (Charente). Les différentes scènes sont réparties dans le jardin public de Cognac, sur la place François 1er et dans les rues de la ville. Les concerts du soir ont lieu au Théâtre de la Nature, dans le Jardin Public.

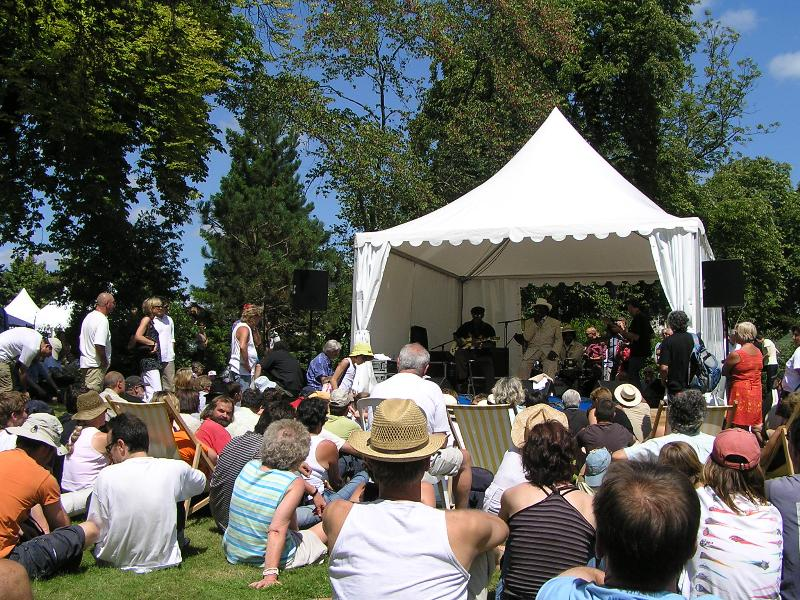
Tonic Day 2007 Big George Brock

## Les différentes scènes

### Tonic Day
Le Tonic Day est une petite scène sous les arbres du jardin public de Cognac qui accueille habituellement les concerts gratuits de 10h et 15h15.

### Eden Blues

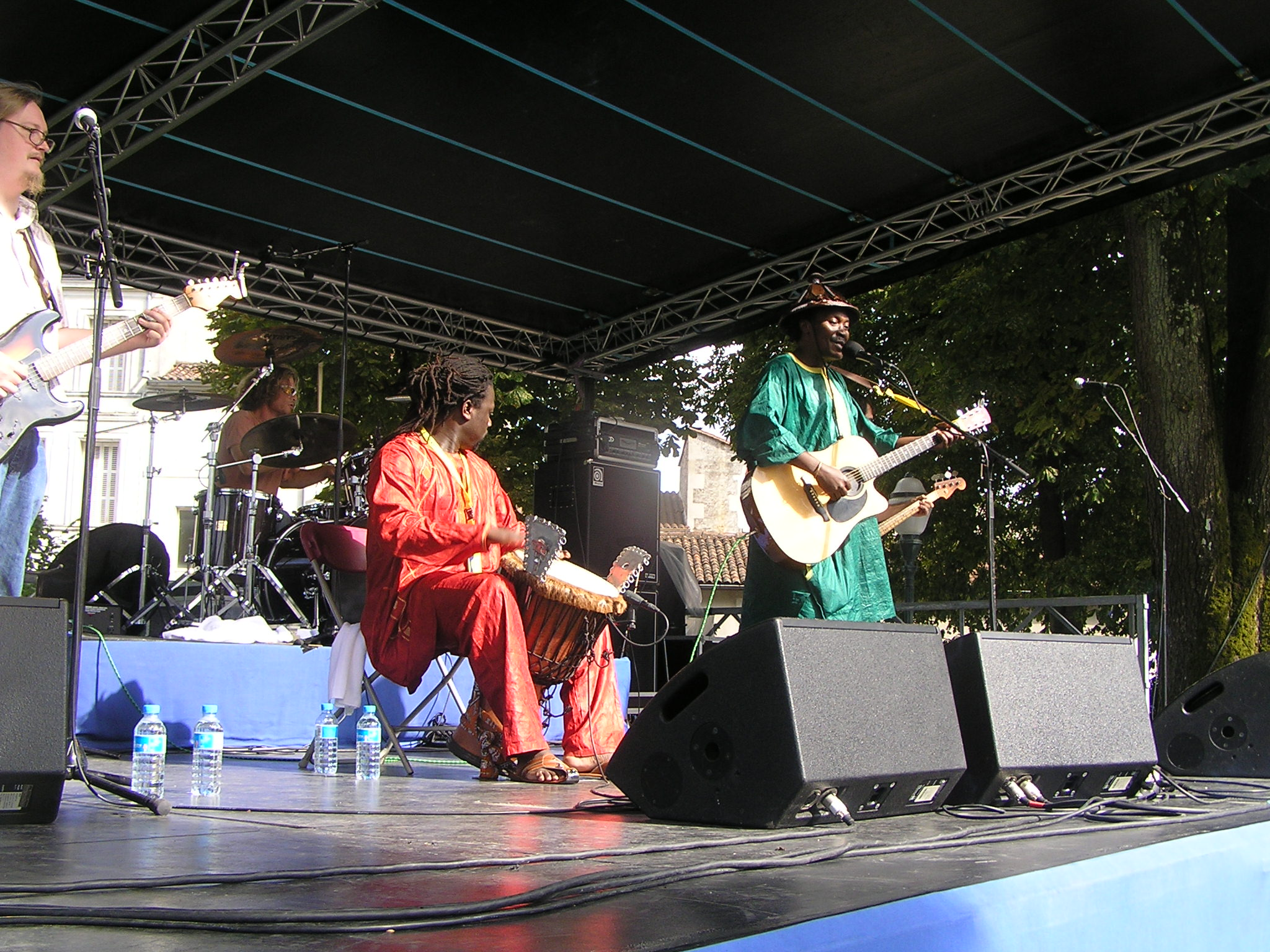
Eden Blues 2009 Afrissippi

Située derrière le Musée, cette scène plus vaste est occupée à 11h30 et 16h45 par des concerts gratuits. Depuis 2008, elle adopte une thématique différente chaque année.

### Groove au Château
La scène, située dans le château des Valois siège du cognac Otard, offre une acoustique incomparable grâce à ses voûtes et la forme particulière de la salle. L'accès est payant (ou accessible avec le pass).

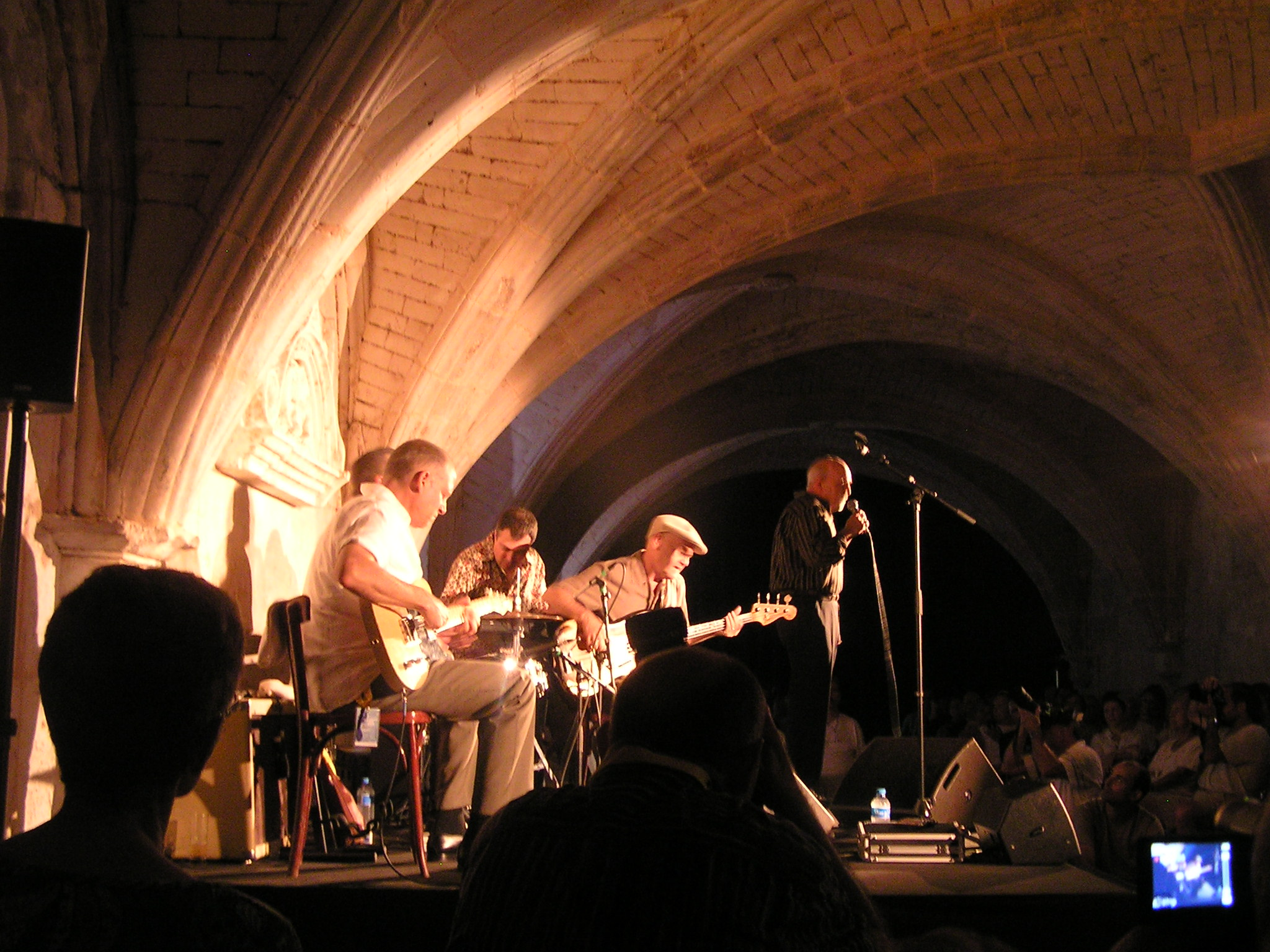
Darell Nulish

### Blues Paradise
La Blues Paradise est la scène des légendes...
Chaque soir le public s'approprie le Théâtre de la Nature et se laisse envoûter par les effluves des 12 mesures de la blue note.

## Blues des Anges
Située aux Anciens Abattoirs, cette scène est le lieu privilégié des amateurs de nuits endiablées et des noctambules confirmés.

## Les Bars en Bleu
Les bars de Cognac et le festival Cognac Blues Passions s'associent pour offrir aux festivaliers des pépites de la scène afro-américaine à l'occasion de concerts gratuits.

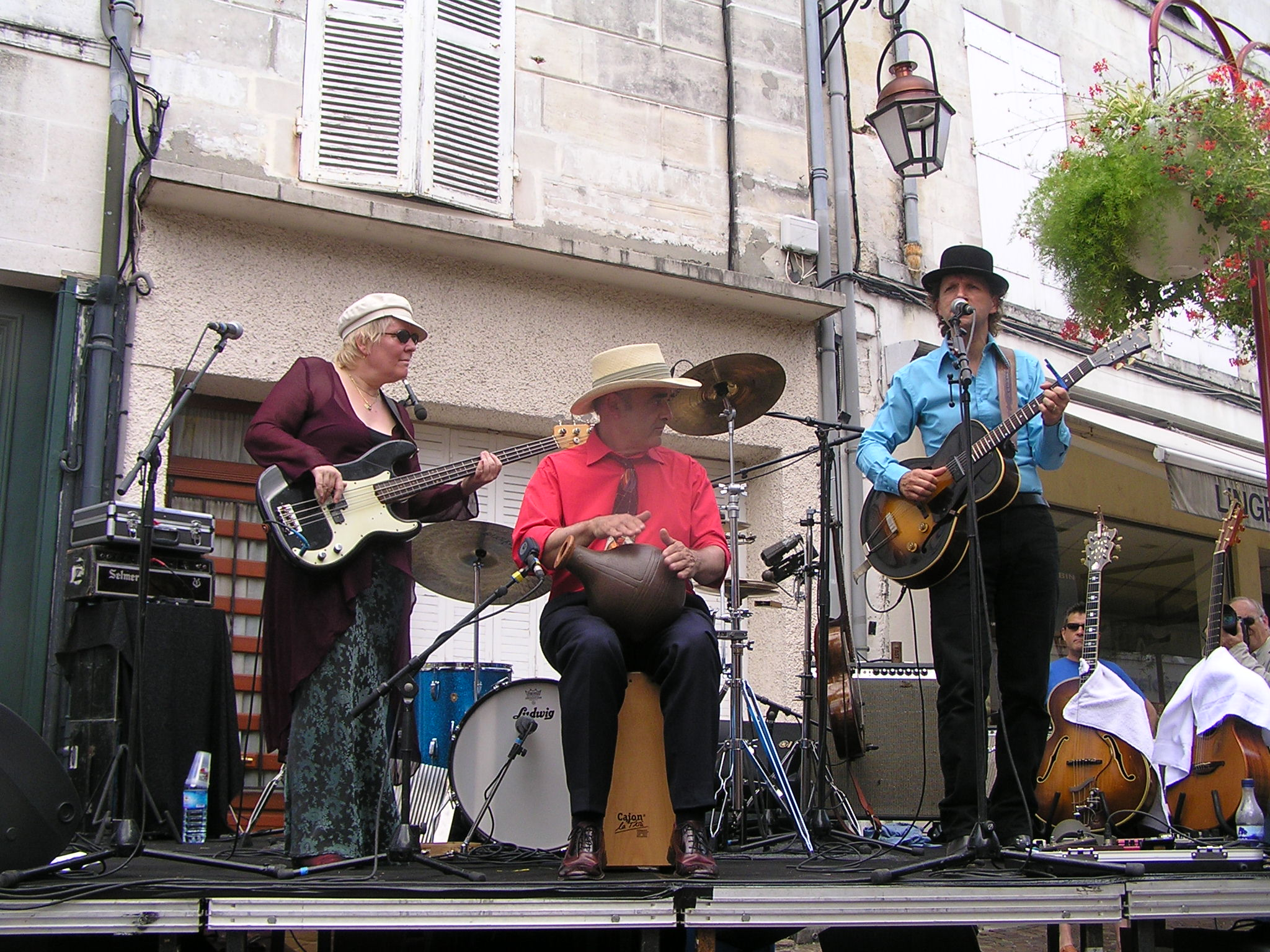
The Spikedrivers
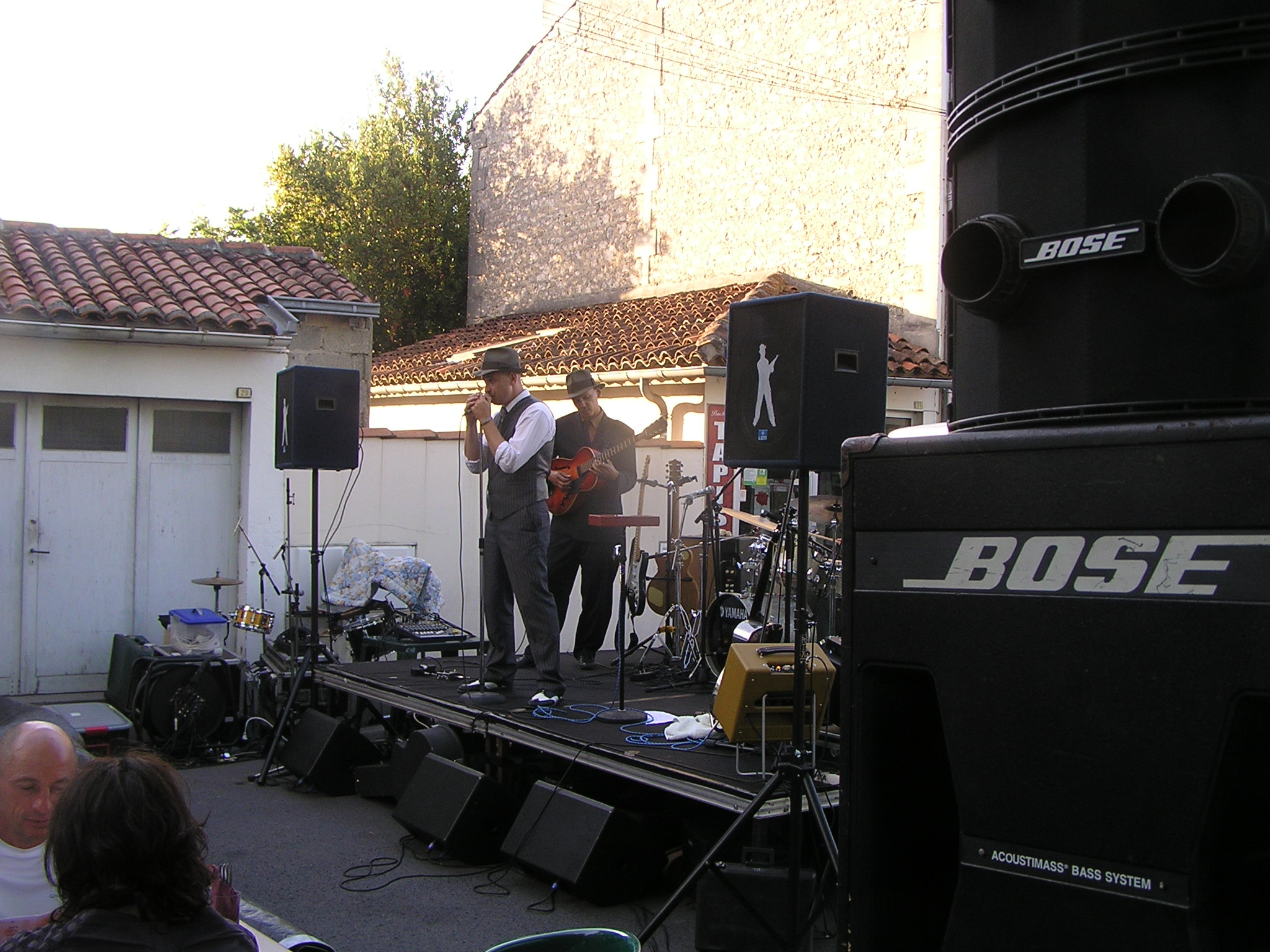
Teddy Costa
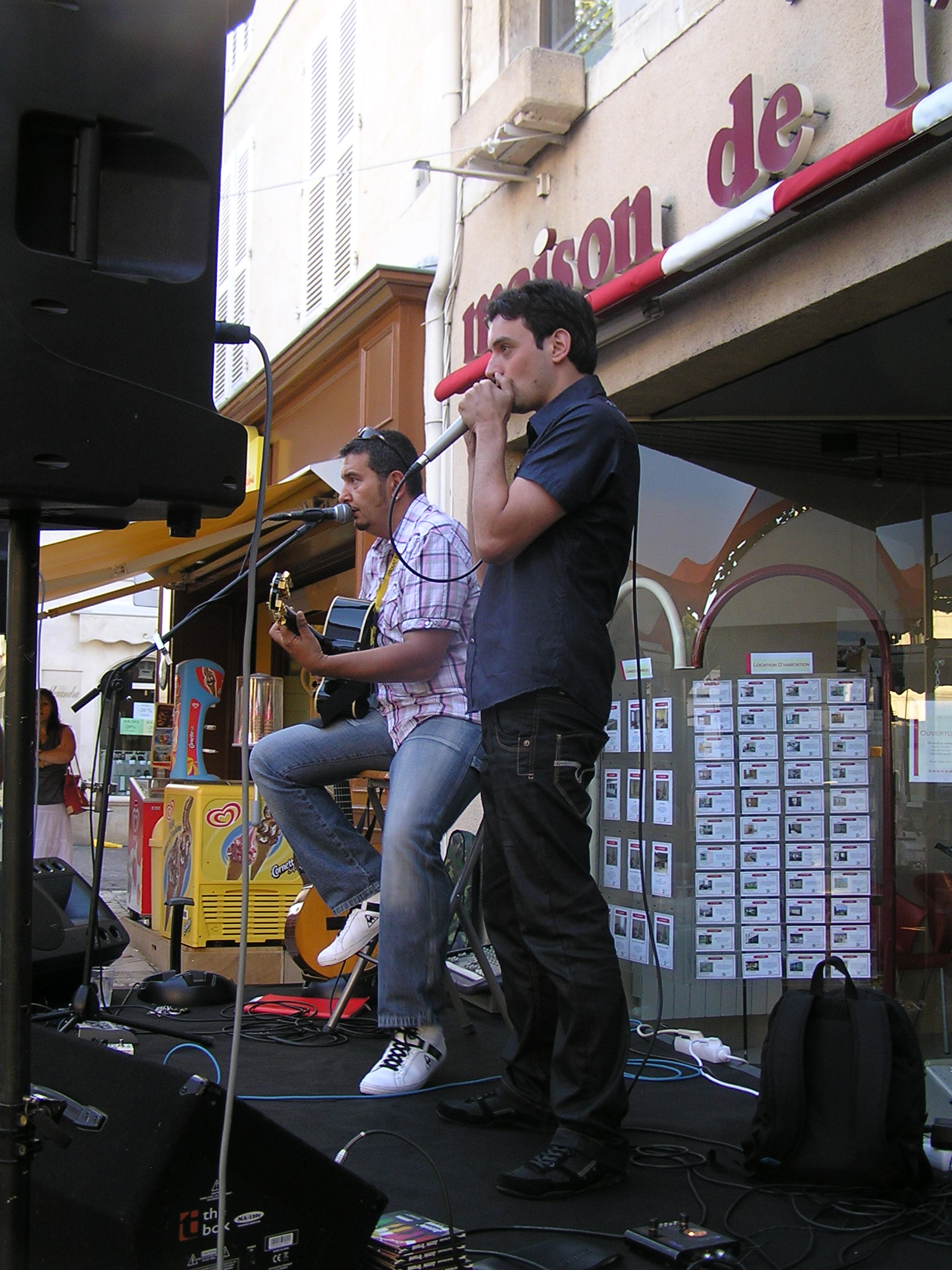
Est-Ouest

## Jarnac au Cœur du Blues
Depuis 2008, Cognac Blues Passions ouvre son festival à Jarnac dans le cadre magnifique de l'Ile Madame.

## Programmation
- 1994 (1re édition) : Otis Grand
- 1995 (2e édition) : B. B. King[1]
- 1996 (3e édition) : Little Milton
- 1997 (4e édition) : Junior Wells
- 1998 (5e édition) : Taj Mahal
- 1999 (6e édition) : Dr. John
- 2000 (7e édition) : Ray Charles, Catfish Keith http://www.catfishkeith.com
- 2001 (8e édition) : Robert Cray
- 2002 (9e édition) : Bobby Rush, John Primer, The Blind Boys of Alabama, Jimmie Vaughan, Ike Turner
- 2003 (10e édition) : Odetta
- 2004 (11e édition) : Howard Tate
- 2005 (12e édition) : Joe Cocker, Bjorn Berge, Otis Taylor, The Manish Boys
- 2006 (13e édition) : Otis Clay, Irma Thomas, Terry Evans, les artistes Music Maker, Earth, Wind and Fire.
- 2007 (14e édition) : Isaac Hayes, Magic Slim, Zucchero...
- 2008 (15e édition) : Joan Baez, Massive Attack, Keziah Jones, Status Quo, Steve Lukather, Willie King
- 2009 (16e édition) : B.B. King, Aimée Ann Duffy, Charlie Winston, Raphael Saadiq, Susan Tedeschi...
- 2010 (17e édition) : Seal, John Butler Trio, Xavier Rudd, Amadou et Mariam, Barbara Hendricks, Gil Scott Heron, Eli Paperboy Reed
- 2011 (18e édition) : Moby, Morcheeba, Texas, Raphael Saadiq, Jamie Cullum, Asa[2]
- 2012 (19e édition) : Sting, Selah Sue, Tom Jones (chanteur), Roger Hodgson, Hugh Laurie, Robert Randolph & the Family Band
- 2013 (20e édition) : Syleena Johnson, Erykah Badu, Wyclef Jean, Ben Harper...
- 2015 (22e édition) :  Robert Plant, Steven Segal, Irma, Goerge Benson, Imelda May, Little X Monkeys, Jonny Lang, Taj Mahal...
- 2016 (23e édition) :  Imany, Roy Roberts, Faada Freddy, Jesus Volt, Marina Kaye, Manu Lanvin & The Devil blues, Roland Tchakounté, Steve Tallis...